# Leányfalu
Leányfalu è un comune ungherese di 3.159 abitanti (dati 2007) situato nella contea di Pest, nell'Ungheria Centrale.